# Cirque-théâtre d'Elbeuf
Le Cirque-théâtre d'Elbeuf est une salle de spectacle labellisée Pôle national cirque située à Elbeuf (Seine-Maritime).
D'une capacité de 900 places, il est l'un des huit derniers cirques « en dur » visibles en France et le seul à posséder un espace scénique composé d'une piste circulaire et d'une scène de théâtre à l'italienne.

## Histoire
Inauguré en 1892, le Cirque-théâtre d'Elbeuf a été construit par les architectes elbeuviens Laquerrière père et fils et l'entrepreneur elbeuvien Henry Blanchet. Conçu à l'origine avec une capacité de 2 000 places, il accueille jusqu'à 2 200 spectateurs et dispose alors d'espaces annexes (manèges, loges, café-buvette, foyer...)  et d'écuries pour 35 chevaux. 

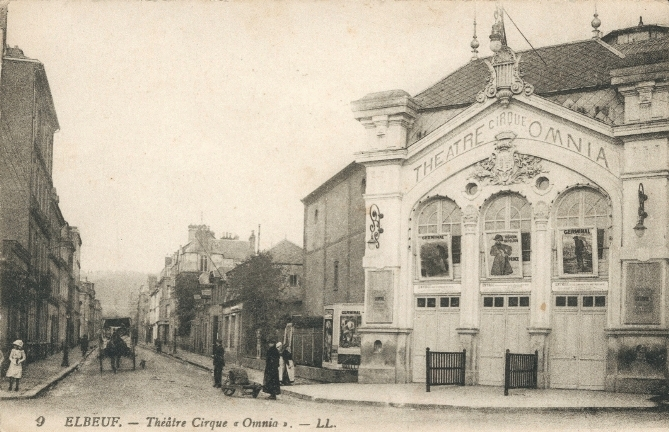
Carte postale ; Le cirque théâtre d’Elbeuf (Théâtre Cirque Omnia), vers 1900

Le Cirque-théâtre est transformé en salle de cinéma en 1942. La ville d'Elbeuf acquiert le bâtiment en 1957 et le transforme en 1967 pour y aménager la Maison des Syndicats, des Anciens Combattants et une salle de gymnastique. L'édifice est inscrit aux Monuments historiques en 1998.
Après trois ans de travaux, et dix millions d'euros investis, le Cirque-théâtre d'Elbeuf retrouve sa fonction de salle de spectacle lors de sa réouverture en 2007, faisant suite à sept ans de programmation hors les murs. Le circassien Johann Le Guillerm et l'actrice Anny Duperey sont les parrain et marraine du lieu réhabilité.

## Architecture
Dessiné par les architectes elbeuviens Laquerrière père et fils, le bâtiment est constitué d'une structure de fonte et charpente en fer. Conçu sur un plan octogonal, le Cirque-théâtre d'Elbeuf est couvert d'un dôme de 28 mètres de haut surmonté d'un lanterneau. Les gradins sont répartis autour d'une piste circulaire de 13,5 mètres de diamètre complétée par une scène à l'italienne. Il est le seul de huit derniers cirques « en dur » de France à posséder un espace scénique de ce type.

## Pôle national cirque
Le Cirque-théâtre d'Elbeuf est labellisé Pôle national cirque (PNC). L'institution est soutenue financièrement par la Métropole Rouen-Normandie. En 2016, à la suite de la réunification de la région Normandie et de la nomination d'Yveline Rapeau à la direction de l'établissement, un rapprochement est initié avec l'autre PNC normand, La Brêche, situé à Cherbourg-Octeville, dont elle est également directrice. Le projet initié vise la création d'une plate-forme commune de production et de diffusion, tout en conservant la singularité de chaque lieu.
D'une capacité de 900 places, le Cirque-théâtre d'Elbeuf propose environ 80 représentations par an, accueillant plus de 20 000 spectateurs chaque saison. En 2017, le Cirque-théâtre d'Elbeuf célèbre ses 10 ans de programmation circassienne.

## Direction
- 2006 - 2015 : Roger Le Roux[8],[10]
- Depuis 2015 : Yveline Rapeau[1],[8]